# Jean Hamelin (écrivain)
Pour les articles homonymes, voir Hamelin.
Ne doit pas être confondu avec Jean Hamelin (historien).
Jean Hamelin, né le 27 novembre 1920 à Montréal et décédé le 2 octobre 1970 à Québec, est un écrivain, traducteur et critique littéraire québécois.

## Biographie
Né à Montréal le 27 novembre 1920, Jean Hamelin complète des études de langue, de littérature et de traduction. Il s'intéresse d'abord à la traduction anglaise-française avant de se consacrer à la littérature espagnol.
Après ses études, il travaille quelque temps comme traducteur. En 1943, il devient traducteur à la Ligue de sécurité de la Province de Québec, puis au journal La Presse, où il œuvre à titre de critique musical, dramatique et littéraire jusqu'en 1953. De 1953 à 1958, il dirige la section artistique et littéraire du Petit Journal après quoi, sur l'invitation de Gérard Fillion il poursuit sa carrière de journaliste culturel au Devoir, de 1958 à 1959.
De 1959 à 1960, il visite longuement la France et l'Espagne.
En 1964, il est nommé Conseiller culturel adjoint à la Délégation générale du Québec à Paris. Il revient au Québec en 1969 et devient Directeur de la coopération avec l'Extérieur, aux Affaires culturelles.
En 1965, le Prix littéraire Jean-Hamelin est créé en son honneur. En 2005, il est jumelé au Prix Philippe-Rossillon et devient alors le Prix littéraire France-Québec qui a pour but de faire connaître la littérature québécoise aux lecteurs français.

### Carrière littéraire
En plus de sa carrière de journaliste et de conseiller culturel, il a œuvré comme écrivain. Il a écrit deux romans dont Un dos pour la pluie... (1967) et Les occasions profitables (1990) à titre posthume. Son recueil de nouvelles Les rumeurs d'Hochelaga « a bénéficié d'un succès d'estime, étant arrivé second en lice pour le Prix France-Canada, en 1972, derrière Poésie de Fernand Ouellette. » Dans ce recueil, Hamelin « donne corps au quartier en le faisant bruire de paroles et de silence et à faire d'Hochelaga un personnage. »  

## Œuvres

### Roman
- Un dos pour la pluie..., Montréal, Librairie Déom, coll. «Nouvelle prose», 1967, 211 p.
- Les occasions profitables, Montréal, Les Herbes rouges, coll. «Typo», 1990, 134 p.  (ISBN 289295049X)

### Nouvelle
- Nouvelles singulières, Montréal, Éditions HMH, coll. «L'arbre», 1964, 189 p.

### Récit
- Les rumeurs d'Hochelaga, Montréal, Hurtubise, 1971, 271 p.

### Essais
- Le Renouveau du théâtre au Canada français, Montréal, Les Éditions du jour, coll. «Les idées du jour», 1962, 160 p.
- Le théâtre au Canada français, Québec, Ministère des affaires culturelles, coll. «Art, vie et sciences au Canada français», 1964, 85 p.